# Mandy Patinkin
Mandel Bruce „Mandy“ Patinkin (* 30. listopadu 1952 Chicago) je americký filmový, televizní a divadelní herec, zpěvák a komik. Hereckou kariéru zahájil na Broadwayi, kde za svůj herecký výkon v muzikálu Evita získal divadelní cenu Tony v kategorii nejlepší herec v muzikálu. Během svého života hrál ve více než třech desítkách filmů a dvou desítkách televizních seriálů. Za ztvárnění doktora Jeffreyho Geigera v seriálu Nemocnice Chicago Hope obdržel v roce 1995 cenu Emmy za nejlepší mužský herecký výkon v dramatickém seriálu. Mimo to si vysloužil řadu nominací na taková ocenění jako jsou Zlatý glóbus, cena Saturn, cena Sdružení filmových a televizních herců nebo již zmíněnou cenu Emmy. Nejvíce jich obdržel za herecký výkon v televizních seriálech Nemocnice Chicago Hope a Ve jménu vlasti.

## Filmografie

### Filmy
| Rok  | Název                                   | Role                               | Poznámka                                                                                |
| ---- | --------------------------------------- | ---------------------------------- | --------------------------------------------------------------------------------------- |
| 1978 | Velká finta                             |                                    |                                                                                         |
| 1979 | Francouzské pohlednice                  | Sayyid                             |                                                                                         |
| 1979 | Poslední objetí                         |                                    |                                                                                         |
| 1980 | Night of the Juggler                    | Allesandro the Cabbie              |                                                                                         |
| 1981 | Ragtime                                 | Tateh                              |                                                                                         |
| 1983 | Jentl                                   | Avigdor                            | nominován na Zlatý glóbus v kategorii Nejlepší mužský herecký výkon (komedie / muzikál) |
| 1983 | Daniel                                  | Paul Isaacson                      |                                                                                         |
| 1985 | Maxie                                   | Nick                               |                                                                                         |
| 1986 | Castle in the Sky                       | Louis                              |                                                                                         |
| 1987 | Princezna Nevěsta                       | Inigo Montoya                      |                                                                                         |
| 1988 | Lebkouni                                | detektiv Samuel 'George' Francisco | nominován na cenu Saturn v kategorii Nejlepší herec ve vedlejší roli                    |
| 1988 | Dům na Carroll Street                   | Ray Salwen                         |                                                                                         |
| 1990 | Dick Tracy                              | 88 Keys                            |                                                                                         |
| 1991 | Za každou cenu                          | John Palmeri                       |                                                                                         |
| 1991 | Impromptu                               | Alfred de Musset                   |                                                                                         |
| 1991 | Doktor                                  | Dr. Murray Kaplan                  |                                                                                         |
| 1993 | Chytlavá šance                          | Jim Nashe                          |                                                                                         |
| 1993 | Život s Mikeym                          | Irate Man                          |                                                                                         |
| 1994 | Poslední velký bojovník                 | Brother Daniel                     |                                                                                         |
| 1998 | Lulu na mostě                           | Philip Kleinman                    |                                                                                         |
| 1998 | Muži se zbraněmi                        | Andrew                             |                                                                                         |
| 1999 | Elmo v Zemi mrzoutů                     | Huxley                             |                                                                                         |
| 2001 | Piñero                                  | Joseph Papp                        |                                                                                         |
| 2002 | Běž, Ronnie, běž!                       | sám sebe                           |                                                                                         |
| 2003 | Celebrity Train Layouts: Mandy Patinkin | sám sebe                           |                                                                                         |
| 2005 | The Choking Man                         | Rick                               |                                                                                         |
| 2006 | Malý zázrak                             | Stanley Irving                     |                                                                                         |
| 2010 | 4.3.2.1                                 | Jago L                             |                                                                                         |
| 2013 | Zvedá se vítr                           | Hattori                            | dabing                                                                                  |
| 2014 | Wish I Was Here                         | Saul Bloom                         |                                                                                         |

### Televizní seriály
| Rok       | Název                   | Role                    | Poznámka |
| --------- | ----------------------- | ----------------------- | --- |
| 1978      | That Thing on ABC       | účinkující              | televizní film |
| 1978      | Taxi                    | Alan                    | epizoda „Memories of Cab 804 (2. část)“ |
| 1979      | Charleston              | Beaudine Croft          | televizní film |
| 1986      | American Playhouse      | Georges Seurat / George | epizoda „Sunday in the Park with George“ CableACE Award v kategorii Nejlepší herec v divadelním nebo dramatickém speciálu |
| 1994–2000 | Nemocnice Chicago Hope  | Dr. Jeffrey Geiger      | 60 epizod Cena Emmy v kategorii Nejlepší herec v dramatickém seriálu (1995) nominován na cenu Zlatý glóbus v kategorii Nejlepší mužský herecký výkon v dramatu (1994) nominován na cenu Emmy v kategorii Outstanding Guest Actor in a Drama Series (1999) nominován na cenu Sdružení filmových a televizních herců v kategorii Outstanding Performance by an Ensemble in a Drama Series (1995–1996) nominován na cenu Sdružení filmových a televizních herců v kategorii Outstanding Performance by a Male Actor in a Drama Series (1994) |
| 1994      | Picket Fences           | Dr. Jeffrey Geiger      | epizoda „Rebels with Causes“ |
| 1995      | Simpsonovi              | Hugh Parkfield          | epizoda „Lízina svatba“ |
| 1996      | Broken Glass            | Dr. Harry Hyman         | televizní film |
| 1997      | Zvoník od Matky boží    | Quasimodo               | televizní film nominován na cenu CableACE Award v kategorii Nejlepší herec v minisérii nebo ve filmu |
| 1997      | The Larry Sanders Show  | Himself                 | epizoda „Eight“ nominován na cenu Emmy v kategorii Outstanding Guest Actor in a Comedy Series |
| 1999      | Divná spravedlnost      | Kenneth Duberstein      | televizní film |
| 2001      | Touched by an Angel     | Satan                   | epizoda „Netherlands“ |
| 2001      | Boston Public           | Isaac Rice              | epizoda „Chapter Twenty-Two“ |
| 2003      | Zákon a pořádek         | Levi March              | epizoda „Absentia“ |
| 2003–2004 | Mrtví jako já           | Rube Sofer              | 29 epizod |
| 2004      | Havárie letu 323        | Al Cummings             | televizní film |
| 2005–2007 | Myšlenky zločince       | Jason Gideon            | 47 epizod |
| 2009      | Transplantační jednotka | Victor, pacient s ALS   | epizoda „The Luckiest Man“ |
| 2011–2020 | Ve jménu vlasti         | Saul Berenson           | nominován na cenu Zlatý glóbus v kategorii Nejlepší mužský herecký výkon ve vedlejší roli v seriálu, minisérii nebo TV filmu (2012) nominován na cenu Emmy v kategorii Outstanding Supporting Actor in a Drama Series (2013–2014) nominován na cenu Sdružení filmových a televizních herců v kategorii Outstanding Performance by an Ensemble in a Drama Series (2012) |

## Divadlo
Broadway
- Evita (1979) – Che (cena Tony, 1980)
- Sunday in the Park with George (1984) – Georges Seurat/George (nominace na cenu Tony, 1984)
- Mandy Patinkin in Concert: Dress Casual (1989)
- The Secret Garden (1991) – Archibald Craven
- Falsettos (1993) – Marvin (Replacement)
- Sunday in the Park with George (Tenth Anniversary Concert) (1994) – George
- Mandy Patinkin in Concert (1997)
- Mandy Patinkin in Concert: Mamaloshen (1998)
- The Wild Party (2000) – Burrs (nominace na cenu Tony, 2000)
- Celebrating Sondheim
- An Evening with Patti LuPone and Mandy Patinkin (2011)

Other theatre
- Nepřítel lidu (Williamstown Theater Festival)
- Jindřich IV. (1. část)
- Zimní pohádka
- The Knife
- Leave It to Beaver is Dead
- Trelawny of the 'Wells' (1975) – Mr. Arthur Gower
- Hamlet (1975–1976) – Fortinbras, Player King
- Rebel Woman
- The Shadow Box (1977) – Mark
- The Split and Savages
- Follies in Concert (1985) – Buddy Plummer
- Bouře (2008) (Classic Stage Company)
- Compulsion (by Rinne Groff) (2010–2011) (Yale Repertory Theatre, Berkeley Repertory Theatre a The Public Theater) – Sid Silver
- Paradise Found (2010) (Menier Chocolate Factory, London, UK) – Eunuch